# Magyar Tartalékosok Szövetsége
A Magyar Tartalékosok Szövetsége (MATASZ) közhasznú egyesület. Nyitott, minden állománykategóriát befogadó, politikamentes társadalmi szervezet. Tagjait önkéntességi alapon veszi fel. Együttműködik azokkal az állami és társadalmi szervezetekkel, amelyek a haza védelmében, a kiképzésben, a bajtársiasság erősítésében érdekeltek.

## Megalapítása
Magyar tartalékosok voltak az első és a második világháborúban és a hidegháború idején is. A rendszerváltás után kezdődött meg a tartalékos rendszer újjáépítése. Az 1868 óta fennálló sorkatonaság békében 2004 óta felfüggesztésre került. Ugyanakkor a NATO-tagság Magyarország számára is kötelezettségeket jelentett. Megkezdődött ezért 2000-ben egy új típusú önkéntes tartalékos rendszer kialakítása. Az önkéntes tartalékos rendszer 2010 után bekerült az új alaptörvénybe.
Már 2001 előtt létezett a Tartalékos Katonák Országos Egyesülete, de a Honvédelmi Minisztérium új szervezet létrehozást tervezte. A Magyar Tartalékosok Szövetségét 2001. december 12-én jegyezték be. A honvédelmi miniszter 2003-ban együttműködési megállapodást is kötött a MATASZ-szal, a tárca biztosítja a feltételeket a feladatokhoz.

## Célja
A Magyar Honvédség tartalékos állományának összefogása, érdekeik védelme és képviselete, hídszerep a haderő és a társadalom között, a kapcsolatok erősítése, utánpótlás-nevelés. A  katonai kvalitások mellett a polgári szaktudás bevonása.
A rendelkezésre álló anyagi eszközökkel támogassa az önkéntes tartalékos katonai szolgálatra jelentkező fiatalok nevelését, oktatását, képességeik fejlesztését, egészségük megőrzését, a katasztrófa-elhárításra való felkészülést és az abban való részvételt.

## Feladatai
Országos és helyi szabadidős és szakmai programok, rendezvények tartása, honvédelmi, hazafias nevelő munka, a fiatalság megszólítása, jelenlét az általános iskolai, középiskolai, egyetemi oktatásban, kiállítások, vetélkedők, járőrversenyek, katonai sport versenyek, lő bajnokságok, találkozók, biztonságpolitikai, honvédelmi lakossági fórumok szervezése, önkéntes tartalékosok toborzása, szervezeti összetartása, elméleti képzése, a katonai értékek és hagyományok ápolása, bajtársi találkozók, laktanyalátogatások, a katasztrófaelhárítási feladatokba való önkéntes bekapcsolódás, aktív részvétel  a nemzetközi szervezetekben, kapcsolattartás a NATO tagok tartalékos szervezeteivel.
A MATASZ-nak nem feladata a tartalékos katonák képzése, a haderőből kiáramló tartalékosok utóképzése, az a haderő felelőssége. A béke időszakban viszont a szükséges tartalékos létszám az önkéntessé vált hadseregben nem biztosítható, ezért egy ilyen szövetségből kerülhetnek ki a békeidőszak tartalékosai. Az önkéntes tartalékosok civil foglalkozásuk vagy felsőfokú tanulmányaik mellett kiegészítik, tehermentesítik a hivatásos és szerződéses állományt.

## Szervezet
A MATASZ-t elnökség irányítja (elnök, alelnök, elnökségi tagok). Területi (fővárosi, megyei) és helyi (járási, kerületi) szervezetekkel rendelkezik. Érdeklődési körönként tagozati szervezeteket is létrehoznak. (pl. Egészségügyi, Hagyományőrző, Missziós, Női, Repülős és ejtőernyős, Sport tagozatok). A MATASZ-hoz csatlakoznak tagként civil sport, hagyományőrző, ifjúsági szervezetek, baráti körök.
Az önkéntes tartalékos katonák szolgálati időtartama három éven belül összesen hat hónap lehet, egyébként a civil munkahelyükön dolgoznak.
A munkáltató a szolgálatteljesítés idejére kompenzációra jogosult. Az önkénteseknek rendelkezésre állási díj, valamint a tényleges szolgálat idejére illetmény jár.
Az önkéntes tartalékosok között megkülönböztetünk: Önkéntes Műveleti Tartalékost (ÖMT), Önkéntes Védelmi Tartalékost (ÖVT), Önkéntes Területvédelmi Tartalékost (ÖTT) és Speciális Önkéntes Tartalékost (SÖTT).
A MATASZ alapítványa a Béri Balog Ádám Alapítvány Az Önkéntes Tartalékos Katonákért. Az alapítvány kuratóriuma a következőkből áll: elnök: dr. Komáromi István ny. dandártábornok, titkár: Szabó János ny. ezredes, kurátor: Vörös Jolanda. Az alapítvány tevékenysége: Egészségmegőrzés, sportesemények, az egészséges életmódra nevelő, arról információt adó, valamint az ifjúság honvédelmi jellegű sportolását megvalósító rendezvények szervezése. Honvédelmi célokkal összekapcsolódó nevelés és oktatás, felnőttoktatás, képességfejlesztés, ismeretterjesztés. Az állampolgárok bekapcsolása a mentés, a katasztrófa-elhárítás, az ár- és belvízvédelem ellátásához kapcsolódó tevékenységbe. Az alapítvány nyitott, ahhoz bármely belföldi vagy külföldi természetes személy, vagy jogi személyiséggel nem rendelkező gazdasági társaság csatlakozhat, ha az alapítvány céljaival egyetért és azokat elfogadja, támogatni kívánja.

### A MATASZ elnökei
- dr. Deák János ny. vezérezredes 2001. július 14. – 2003. november 22.
- Borszéki Tivadar ny. vezérőrnagy 2003. november 22. – 2009. november 28.
- dr. Czuprák Ottó ny. ezredes 2009.november 28. – 2013. november 23.
- dr. Somkúti Bálint polgári alkalmazott 2013. november 23 – 2014. december 01.
- Munkácsi Sándor t. ezredes elnöki teendőkkel megbízott alelnök 2014. december 01. – 2015. január 31.
- Szalay-Bobrovniczky Kristóf t. százados 2015. január 31. – 2016. április 23.
- Széles Ernő ny. dandártábornok. 2016. április 23. – 2024. április 30.
- Gál József t. százados 2024. május 01 - 2025. február 28.
- Bozó Tibor ny. altábornagy 2025. március 01.-